# Tournoi féminin d'Afrique du Sud de rugby à sept 2019
Ne doit pas être confondu avec Tournoi d'Afrique du Sud de rugby à sept 2019.
Le Tournoi féminin d'Afrique du Sud de rugby à sept 2019 est la troisième étape de la saison 2019-2020 du circuit féminin des World Rugby Sevens Series. Elle se déroule sur trois jours du 13 au 15 décembre 2019 au Cape Town Stadium du Cap.
Cette édition est remportée par la Nouvelle-Zélande, après avoir battu l'Australie en finale.

## Équipes participantes
Douze équipes participent au tournoi, dont une invitée :
- Afrique du Sud (invitée)
- Angleterre
- Australie
- Brésil
- Canada
- Espagne
- États-Unis
- Fidji
- France
- Irlande
- Nouvelle-Zélande
- Russie

## Tournoi principal

### Phase de poules

#### Poule A
| Rang | Pays             | J | V | N | D | Pm | Pe | Diff | Pts |
| ---- | ---------------- | - | - | - | - | -- | -- | ---- | --- |
| 1    | Nouvelle-Zélande | 3 | 3 | 0 | 0 | 64 | 10 | +54  | 9   |
| 2    | Fidji            | 3 | 2 | 0 | 1 | 75 | 36 | +39  | 7   |
| 3    | Russie           | 3 | 1 | 0 | 2 | 50 | 62 | -12  | 5   |
| 4    | Afrique du Sud   | 3 | 0 | 0 | 3 | 17 | 98 | -81  | 3   |

|  | Qualifiée pour la Cup           |
|  | Reversée en match de classement |

| 13 décembre 2019 UTC+02:00 | Russie | 19 - 38 | Fidji | Cape Town Stadium, Le Cap |
| 13 décembre 2019 UTC+02:00 |        |         |       | Cape Town Stadium, Le Cap |
| 13 décembre 2019 UTC+02:00 |        |         |       | Cape Town Stadium, Le Cap |

| 13 décembre 2019 UTC+02:00 | Nouvelle-Zélande | 40 - 0 | Afrique du Sud | Cape Town Stadium, Le Cap |
| 13 décembre 2019 UTC+02:00 |                  |        |                | Cape Town Stadium, Le Cap |
| 13 décembre 2019 UTC+02:00 |                  |        |                | Cape Town Stadium, Le Cap |

| 14 décembre 2019 UTC+02:00 | Russie | 31 - 12 | Afrique du Sud | Cape Town Stadium, Le Cap |
| 14 décembre 2019 UTC+02:00 |        |         |                | Cape Town Stadium, Le Cap |
| 14 décembre 2019 UTC+02:00 |        |         |                | Cape Town Stadium, Le Cap |

| 14 décembre 2019 UTC+02:00 | Nouvelle-Zélande | 12 - 10 | Fidji | Cape Town Stadium, Le Cap |
| 14 décembre 2019 UTC+02:00 |                  |         |       | Cape Town Stadium, Le Cap |
| 14 décembre 2019 UTC+02:00 |                  |         |       | Cape Town Stadium, Le Cap |

| 14 décembre 2019 UTC+02:00 | Fidji | 27 - 5 | Afrique du Sud | Cape Town Stadium, Le Cap |
| 14 décembre 2019 UTC+02:00 |       |        |                | Cape Town Stadium, Le Cap |
| 14 décembre 2019 UTC+02:00 |       |        |                | Cape Town Stadium, Le Cap |

| 14 décembre 2019 UTC+02:00 | Nouvelle-Zélande | 12 - 0 | Russie | Cape Town Stadium, Le Cap |
| 14 décembre 2019 UTC+02:00 |                  |        |        | Cape Town Stadium, Le Cap |
| 14 décembre 2019 UTC+02:00 |                  |        |        | Cape Town Stadium, Le Cap |

#### Poule B
| Rang | Pays    | J | V | N | D | Pm | Pe  | Diff | Pts |
| ---- | ------- | - | - | - | - | -- | --- | ---- | --- |
| 1    | France  | 3 | 3 | 0 | 0 | 95 | 24  | +71  | 9   |
| 2    | Canada  | 3 | 2 | 0 | 1 | 72 | 21  | +51  | 7   |
| 3    | Espagne | 3 | 1 | 0 | 2 | 48 | 78  | -30  | 5   |
| 4    | Brésil  | 3 | 0 | 0 | 3 | 14 | 106 | -92  | 3   |

|  | Qualifiée pour la Cup           |
|  | Reversée en match de classement |

| 13 décembre 2019 UTC+02:00 | France | 36 - 12 | Espagne | Cape Town Stadium, Le Cap |
| 13 décembre 2019 UTC+02:00 |        |         |         | Cape Town Stadium, Le Cap |
| 13 décembre 2019 UTC+02:00 |        |         |         | Cape Town Stadium, Le Cap |

| 13 décembre 2019 UTC+02:00 | Canada | 32 - 0 | Brésil | Cape Town Stadium, Le Cap |
| 13 décembre 2019 UTC+02:00 |        |        |        | Cape Town Stadium, Le Cap |
| 13 décembre 2019 UTC+02:00 |        |        |        | Cape Town Stadium, Le Cap |

| 14 décembre 2019 UTC+02:00 | France | 45 - 0 | Brésil | Cape Town Stadium, Le Cap |
| 14 décembre 2019 UTC+02:00 |        |        |        | Cape Town Stadium, Le Cap |
| 14 décembre 2019 UTC+02:00 |        |        |        | Cape Town Stadium, Le Cap |

| 14 décembre 2019 UTC+02:00 | Canada | 28 - 7 | Espagne | Cape Town Stadium, Le Cap |
| 14 décembre 2019 UTC+02:00 |        |        |         | Cape Town Stadium, Le Cap |
| 14 décembre 2019 UTC+02:00 |        |        |         | Cape Town Stadium, Le Cap |

| 14 décembre 2019 UTC+02:00 | Espagne | 29 - 14 | Brésil | Cape Town Stadium, Le Cap |
| 14 décembre 2019 UTC+02:00 |         |         |        | Cape Town Stadium, Le Cap |
| 14 décembre 2019 UTC+02:00 |         |         |        | Cape Town Stadium, Le Cap |

| 14 décembre 2019 UTC+02:00 | Canada | 12 - 14 | France | Cape Town Stadium, Le Cap |
| 14 décembre 2019 UTC+02:00 |        |         |        | Cape Town Stadium, Le Cap |
| 14 décembre 2019 UTC+02:00 |        |         |        | Cape Town Stadium, Le Cap |

#### Poule C
| Rang | Pays       | J | V | N | D | Pm | Pe  | Diff | Pts |
| ---- | ---------- | - | - | - | - | -- | --- | ---- | --- |
| 1    | Australie  | 3 | 3 | 0 | 0 | 80 | 14  | +66  | 9   |
| 2    | États-Unis | 3 | 2 | 0 | 1 | 73 | 26  | +47  | 7   |
| 3    | Angleterre | 3 | 1 | 0 | 2 | 43 | 60  | -17  | 5   |
| 4    | Irlande    | 3 | 0 | 0 | 3 | 7  | 103 | -96  | 3   |

|  | Qualifiée pour la Cup           |
|  | Reversée en match de classement |

| 13 décembre 2019 UTC+02:00 | Australie | 32 - 0 | Angleterre | Cape Town Stadium, Le Cap |
| 13 décembre 2019 UTC+02:00 |           |        |            | Cape Town Stadium, Le Cap |
| 13 décembre 2019 UTC+02:00 |           |        |            | Cape Town Stadium, Le Cap |

| 13 décembre 2019 UTC+02:00 | États-Unis | 38 - 0 | Irlande | Cape Town Stadium, Le Cap |
| 13 décembre 2019 UTC+02:00 |            |        |         | Cape Town Stadium, Le Cap |
| 13 décembre 2019 UTC+02:00 |            |        |         | Cape Town Stadium, Le Cap |

| 14 décembre 2019 UTC+02:00 | Australie | 29 - 0 | Irlande | Cape Town Stadium, Le Cap |
| 14 décembre 2019 UTC+02:00 |           |        |         | Cape Town Stadium, Le Cap |
| 14 décembre 2019 UTC+02:00 |           |        |         | Cape Town Stadium, Le Cap |

| 14 décembre 2019 UTC+02:00 | États-Unis | 21 - 7 | Angleterre | Cape Town Stadium, Le Cap |
| 14 décembre 2019 UTC+02:00 |            |        |            | Cape Town Stadium, Le Cap |
| 14 décembre 2019 UTC+02:00 |            |        |            | Cape Town Stadium, Le Cap |

| 14 décembre 2019 UTC+02:00 | Angleterre | 36 - 7 | Irlande | Cape Town Stadium, Le Cap |
| 14 décembre 2019 UTC+02:00 |            |        |         | Cape Town Stadium, Le Cap |
| 14 décembre 2019 UTC+02:00 |            |        |         | Cape Town Stadium, Le Cap |

| 14 décembre 2019 UTC+02:00 | États-Unis | 14 - 19 | Australie | Cape Town Stadium, Le Cap |
| 14 décembre 2019 UTC+02:00 |            |         |           | Cape Town Stadium, Le Cap |
| 14 décembre 2019 UTC+02:00 |            |         |           | Cape Town Stadium, Le Cap |

### Phase finale

#### Cup
|  | Quarts de finale                     | Quarts de finale                     |                                     |                                     | Demi-finales                         | Demi-finales                         |    |  | Finale                               | Finale                               |
|  | Quarts de finale                     | Quarts de finale                     |                                     |                                     | Demi-finales                         | Demi-finales                         |    |  | Finale                               | Finale                               |
|  |                                      |                                      |                                     |                                     |                                      |                                      |    |  |                                      |                                      |
|  | 15 décembre 2019 à 9 h 50 UTC+02:00  | 15 décembre 2019 à 9 h 50 UTC+02:00  |                                     |                                     | 15 décembre 2019 à 13 h 55 UTC+02:00 | 15 décembre 2019 à 13 h 55 UTC+02:00 |    |  | 15 décembre 2019 à 18 h 26 UTC+02:00 | 15 décembre 2019 à 18 h 26 UTC+02:00 |
|  | 15 décembre 2019 à 9 h 50 UTC+02:00  | 15 décembre 2019 à 9 h 50 UTC+02:00  |                                     |                                     | 15 décembre 2019 à 13 h 55 UTC+02:00 | 15 décembre 2019 à 13 h 55 UTC+02:00 |    |  | 15 décembre 2019 à 18 h 26 UTC+02:00 | 15 décembre 2019 à 18 h 26 UTC+02:00 |
|  | France                               | 31                                   |                                     |                                     | 15 décembre 2019 à 13 h 55 UTC+02:00 | 15 décembre 2019 à 13 h 55 UTC+02:00 |    |  | 15 décembre 2019 à 18 h 26 UTC+02:00 | 15 décembre 2019 à 18 h 26 UTC+02:00 |
|  | France                               | 31                                   |                                     |                                     | 15 décembre 2019 à 13 h 55 UTC+02:00 | 15 décembre 2019 à 13 h 55 UTC+02:00 |    |  | 15 décembre 2019 à 18 h 26 UTC+02:00 | 15 décembre 2019 à 18 h 26 UTC+02:00 |
|  | Russie                               | 0                                    |                                     |                                     | 15 décembre 2019 à 13 h 55 UTC+02:00 | 15 décembre 2019 à 13 h 55 UTC+02:00 |    |  | 15 décembre 2019 à 18 h 26 UTC+02:00 | 15 décembre 2019 à 18 h 26 UTC+02:00 |
|  | Russie                               | 0                                    | France                              | 19                                  |                                      |                                      |    |  | 15 décembre 2019 à 18 h 26 UTC+02:00 | 15 décembre 2019 à 18 h 26 UTC+02:00 |
|  | 15 décembre 2019 à 10 h 12 UTC+02:00 |                                      | France                              | 19                                  |                                      |                                      |    |  | 15 décembre 2019 à 18 h 26 UTC+02:00 | 15 décembre 2019 à 18 h 26 UTC+02:00 |
|  |                                      | Australie                            | 24                                  |                                     |                                      |                                      |    |  | 15 décembre 2019 à 18 h 26 UTC+02:00 | 15 décembre 2019 à 18 h 26 UTC+02:00 |
|  | Australie                            | Australie                            | 24                                  | 38                                  |                                      |                                      |    |  | 15 décembre 2019 à 18 h 26 UTC+02:00 | 15 décembre 2019 à 18 h 26 UTC+02:00 |
|  | Australie                            |                                      |                                     | 38                                  |                                      |                                      |    |  | 15 décembre 2019 à 18 h 26 UTC+02:00 | 15 décembre 2019 à 18 h 26 UTC+02:00 |
|  | Fidji                                | 7                                    |                                     |                                     |                                      |                                      |    |  | 15 décembre 2019 à 18 h 26 UTC+02:00 | 15 décembre 2019 à 18 h 26 UTC+02:00 |
|  | Fidji                                | 7                                    | Australie                           | 7                                   |                                      |                                      |    |  |                                      |                                      |
|  | 15 décembre 2019 à 10 h 34 UTC+02:00 |                                      | Australie                           | 7                                   |                                      |                                      |    |  |                                      |                                      |
|  |                                      | Nouvelle-Zélande                     | 17                                  |                                     |                                      |                                      |    |  |                                      |                                      |
|  | Canada                               | Nouvelle-Zélande                     | 17                                  | 15                                  |                                      |                                      |    |  |                                      |                                      |
|  | Canada                               | 15 décembre 2019 à 14 h 17 UTC+02:00 |                                     | 15                                  |                                      |                                      |    |  |                                      |                                      |
|  | États-Unis                           | 14                                   |                                     |                                     |                                      |                                      |    |  |                                      |                                      |
|  | États-Unis                           | 14                                   | Canada                              | 5                                   |                                      |                                      |    |  |                                      |                                      |
|  | 15 décembre 2019 à 10 h 56 UTC+02:00 | 15 décembre 2019 à 10 h 56 UTC+02:00 | Canada                              | 5                                   | Médaille de bronze                   | Médaille de bronze                   |    |  |                                      |                                      |
|  | 15 décembre 2019 à 10 h 56 UTC+02:00 | 15 décembre 2019 à 10 h 56 UTC+02:00 |                                     | Nouvelle-Zélande                    | Médaille de bronze                   | Médaille de bronze                   | 15 |  |                                      |                                      |
|  | Nouvelle-Zélande                     | 26                                   | 7 décembre 2019 à 17 h 37 UTC+02:00 | 7 décembre 2019 à 17 h 37 UTC+02:00 |                                      |                                      | 15 |  |                                      |                                      |
|  | Nouvelle-Zélande                     | 26                                   | 7 décembre 2019 à 17 h 37 UTC+02:00 | 7 décembre 2019 à 17 h 37 UTC+02:00 |                                      |                                      |    |  |                                      |                                      |
|  | Angleterre                           | 21                                   |                                     | France                              | 17                                   |                                      |    |  |                                      |                                      |
|  | Angleterre                           | 21                                   |                                     | France                              | 17                                   |                                      |    |  |                                      |                                      |
|  |                                      |                                      |                                     |                                     |                                      |                                      |    |  | Canada                               | 22                                   |
|  |                                      |                                      |                                     |                                     |                                      |                                      |    |  | Canada                               | 22                                   |

#### 9eplace
| 15 décembre 2019 13 h 33 UTC+02:00 | Espagne | 19 - 7 | Afrique du Sud | Cape Town Stadium, Le Cap |
| 15 décembre 2019 13 h 33 UTC+02:00 |         |        |                | Cape Town Stadium, Le Cap |
| 15 décembre 2019 13 h 33 UTC+02:00 |         |        |                | Cape Town Stadium, Le Cap |

#### 11eplace
| 15 décembre 2019 13 h 11 UTC+02:00 | Brésil | 7 - 26 | Irlande | Cape Town Stadium, Le Cap |
| 15 décembre 2019 13 h 11 UTC+02:00 |        |        |         | Cape Town Stadium, Le Cap |
| 15 décembre 2019 13 h 11 UTC+02:00 |        |        |         | Cape Town Stadium, Le Cap |

## Classement final
| Rang               | Équipe           |
| ------------------ | ---------------- |
| Médaille d'or      | Nouvelle-Zélande |
| Médaille d'argent  | Australie        |
| Médaille de bronze | Canada           |
| 4                  | France           |
| 5                  | États-Unis       |
| 6                  | Fidji            |
| 7                  | Angleterre       |
| 8                  | Russie           |
| 9                  | Espagne          |
| 10                 | Afrique du Sud   |
| 11                 | Irlande          |
| 12                 | Brésil           |

## Joueuses

### Meilleures marqueuses
| Rang | Joueuse          | Essais marqués |
| ---- | ---------------- | -------------- |
| 1    | Alev Kelter      | 6              |
| 1    | Séraphine Okemba | 6              |
| 3    | Bianca Farella   | 5              |
| 3    | Ellia Green      | 5              |
| 5    | Alena Saili      | 4              |

### Meilleurs réalisatrices
| Rang | Joueuse          | Points marqués |
| ---- | ---------------- | -------------- |
| 1    | Alev Kelter      | 44             |
| 2    | Séraphine Okemba | 30             |
| 2    | Sharni Williams  | 30             |
| 4    | Ellia Green      | 29             |
| 5    | Tyla Nathan-Wong | 28             |

### Distinctions
| Distinctions         | Joueuse          |
| -------------------- | ---------------- |
| Impact Player        | Séraphine Okemba |
| Joueuse de la finale | Ruby Tui         |

### Équipe type
| Poste    | Joueuse          |
| -------- | ---------------- |
| Arrières | Kelly Brazier    |
| Arrières | Alev Kelter      |
| Arrières | Ellia Green      |
| Arrières | Ghislaine Landry |
| Avants   | Sharni Williams  |
| Avants   | Niall Williams   |
| Avants   | Brittany Benn    |